# Las (Arros)
Pour les articles homonymes, voir Las.
Le Las est ruisseau qui traverse le département du Gers et un affluent gauche de l'Arros dans le bassin versant de l'Adour.

## Géographie
D'une longueur de 10,6 kilomètres, il prend sa source sur la commune de Jû-Belloc (Gers), à l'altitude 150 mètres.
Il coule du sud vers le nord et se jette dans l'Arros à Tasque (Gers), à l'altitude 120 mètres.

## Communes et cantons traversés
Dans le département du Gers, le Las traverse quatre communes et un canton, dans le sens amont vers aval : Jû-Belloc (source), Préchac-sur-Adour, Galiax et Tasque (confluence).
Soit en termes de cantons, le Las prend source et conflue dans le canton de Plaisance.

## Affluents
Le Las n'a pas d'affluent référencé par le SANDRE.